# Bălgarija (metropolitana di Sofia)
Bălgarija è una stazione della linea M3 della metropolitana di Sofia.

## Storia
La stazione è stata attivata il 26 agosto 2020.

## Strutture e impianti
La stazione, progettata dall'architetto Krasen Andreev, è sotterranea ed è dotata di 2 binari, serviti da altrettante banchine.

## Servizi
La stazione ha 7 uscite ed è dotata di ascensori per le persone a mobilità ridotta.
- Biglietteria

## Interscambi
Nelle vicinanze della stazione effettuano fermata alcune linee urbane di superficie automobilistiche.
- Fermata autobus (linee 64, 74, 76, 102, 204, 304, 604)[3]
- Fermata filobus (linee 2, 8, 9)[3]